# Cheque

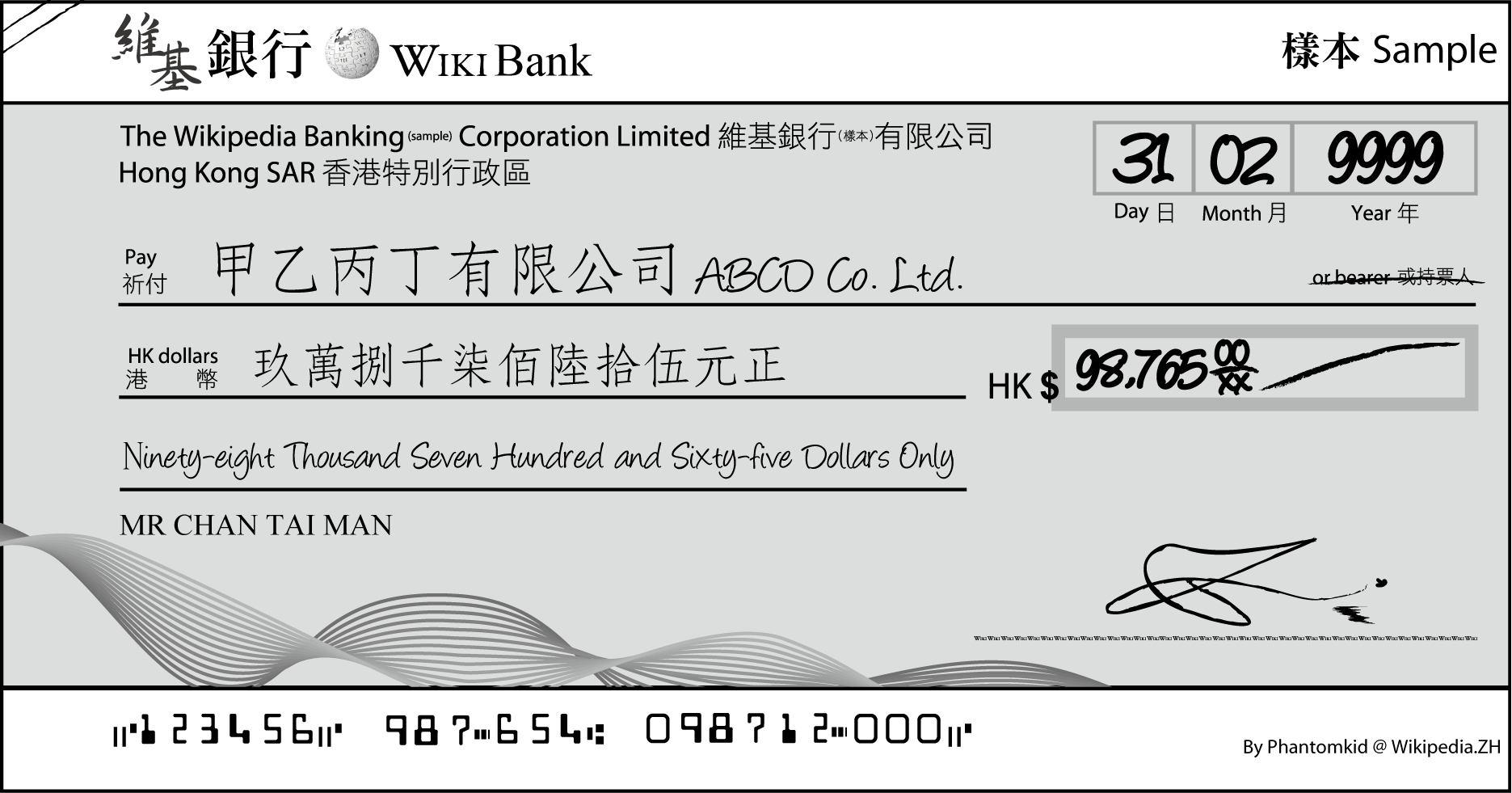
Voorbeeld van een cheque uit Hongkong

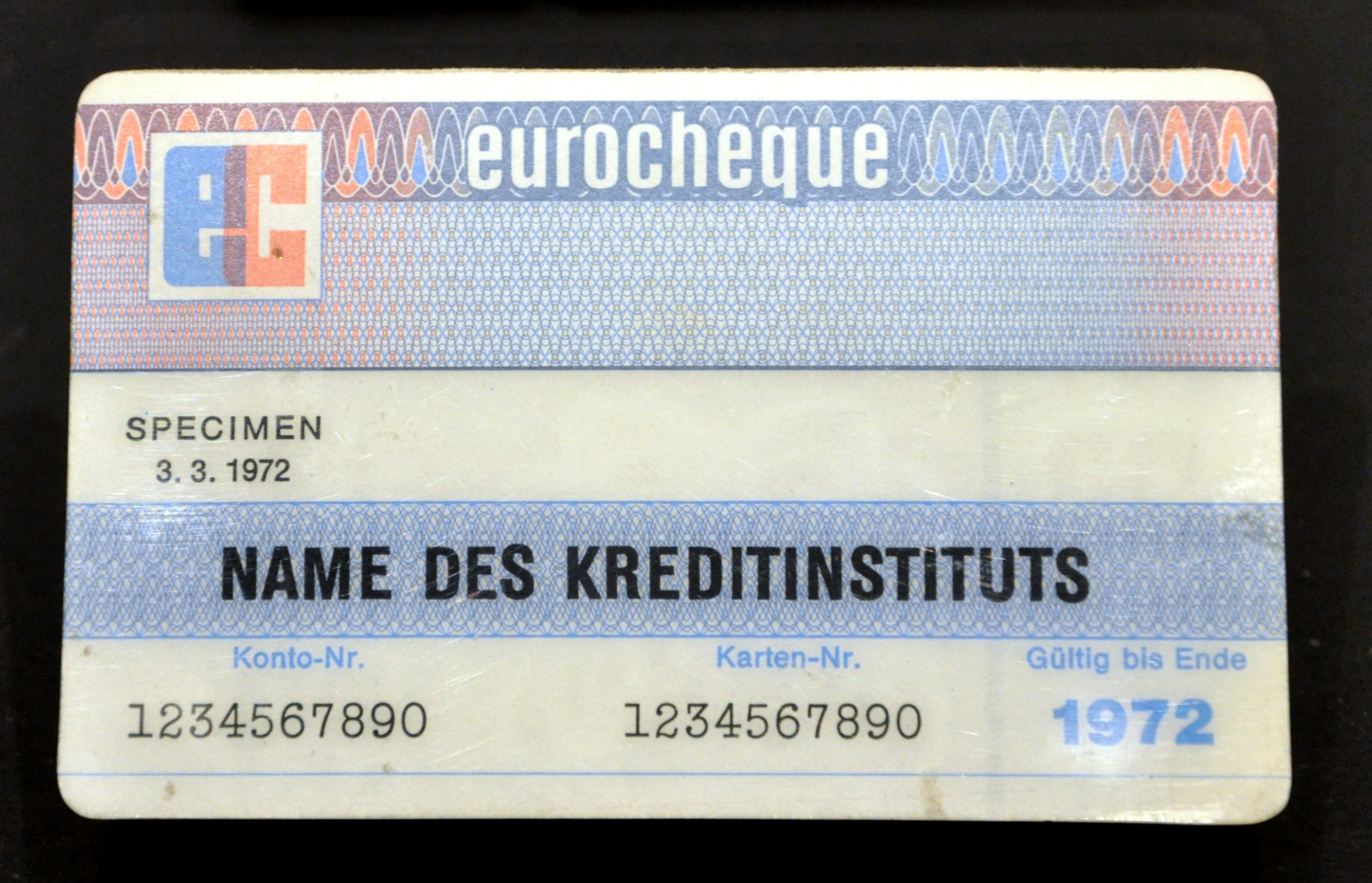
Duitse garantiekaart voor eurocheques, 1972

Een cheque is een schriftelijke betalingsopdracht, een betaalwijze door middel van een gedrukt waardepapier. Het is een type wissel waarmee iemand zijn bank opdraagt uit zijn tegoed bij de bank een uitbetaling te doen aan de houder van de cheque. Een cheque wordt vaak gebruikt om grotere sommen geld te betalen, bijvoorbeeld bij de aankoop van een auto of een huis.

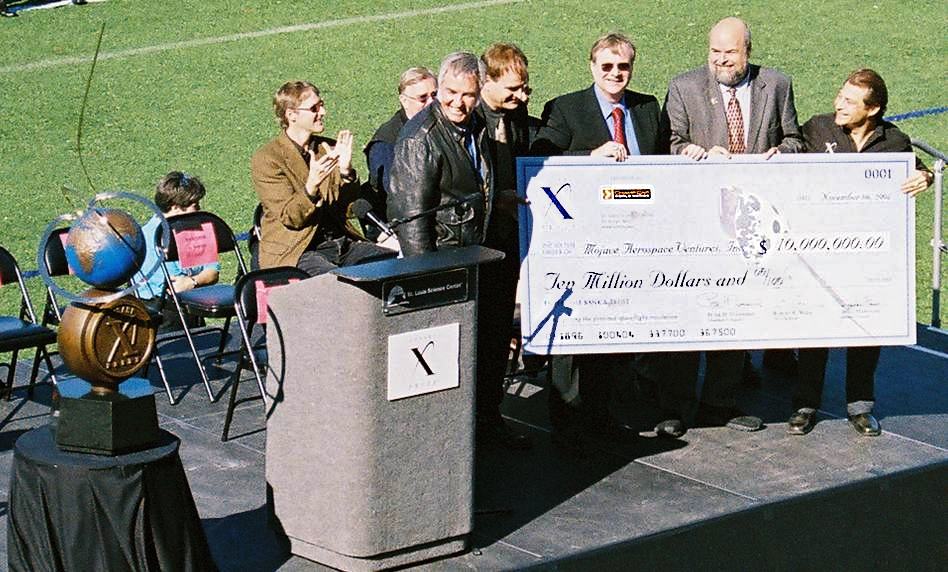
In de Verenigde Staten worden vaak cheques op groot formaat gepresenteerd bij geldprijsuitreikingen en grote donaties. Hier neemt het SpaceShipOne-team in 2004 de Ansari X Prize in ontvangst

In Nederland en België zijn cheques niet of nauwelijks meer in gebruik. In andere landen, zoals de Verenigde Staten en Frankrijk, worden cheques nog wel veel gebruikt.

## Geschiedenis
De moderne Europese cheque werd in de 15e eeuw in Italië geïntroduceerd om betalingen eenvoudiger te maken; de naam cheque gaat waarschijnlijk terug op het Arabische sakk dat ook een soort cheque kon aanduiden. Italianen, vooral uit Lombardije, waren al spoedig bekend in het bankwezen. De Lombarden stonden dan ook aan de wieg van menige lommerd - of de stadsbank van lening - in vele Europese steden. Rond 1700 kwamen cheques ook voor in Engeland en rond 1850 op vele andere plaatsen.
De cheques maakte het mogelijk geldbetalingen te doen op een andere plaats zonder daadwerkelijk aanwezig te zijn. Ook konden zo verschillende verplichtingen tegen elkaar weggestreept worden. Bijvoorbeeld: de heer Rood te Rotterdam is 1500,- schuldig aan de heer Wit te Amsterdam en evenzo de heer Blauw te Amsterdam 1500,- aan de heer Oranje te Rotterdam. Om deze schulden af te lossen zou de heer Rood van Rotterdam naar Amsterdam moeten gaan en de heer Blauw van Amsterdam naar Rotterdam.
Zijn de vier personen met elkanders verplichtingen bekend, dan zouden beide vorderingen vereffend kunnen worden, doordat de heer Rood in Rotterdam blijft en de heer Oranje daar betaalt en de heer Blauw in Amsterdam blijft en de heer Wit daar betaalt. Dat was veiliger en bespaarde tijd en reiskosten. Maar men was en is nog steeds niet met elkanders verplichtingen bekend, dus maakte men gebruik van een tussenpersoon, de geldwisselaar, de kassier of bankier. Aanvankelijk werden de betaalopdrachten, of ook wel wisselbrieven genoemd, altijd op naam van de begunstigde gesteld. Later splitste deze wijze van betalen zich in twee richtingen: de wissels die op naam bleven, en de wissels aan toonder, welke uiteindelijk leidden tot getekende bankbiljetten. De uitbetaling vond dan direct plaats aan de houder.
De opdrachtgever diende er wel voor te waken dat de houder (de ontvanger die het geld kwam innen) niet stiekem van het cijfer 3 een 8 ging maken. Op die wijze werd er door de bank veel te veel aan de inner uitbetaald. Hiervoor kwamen rond 1850 ponsmachines op de markt waarmee men - naast het geschreven bedrag in cijfers - dit ook in gaatjes in de cheque kon ponsen. Later kwamen er chequeschrijfmachines of checkwriters die het bedrag in letters op de cheque konden schrijven en tegelijk die tekst licht perforeerden.
Eurocheques werden ingevoerd in 1969 als alternatief voor de reischeque. Het kon in verscheidene munten uitgeschreven worden. De Postbank introduceerde in 1972 de betaalcheque als Nederlandse versie. Zowel de Eurocheques als de betaalcheques worden niet meer uitgegeven sinds de introductie van de chartale euro.

## Mogelijkheden tot beveiligen
Om te voorkomen dat cheques niet gedekt zijn, of aan de verkeerde persoon worden uitbetaald, zijn er verschillende manieren om cheques te beveiligen.
Barreren of kruisenIn dit geval worden twee evenwijdige diagonale lijnen getrokken op de cheque en kan men het geld enkel gaan innen in de bank waar deze persoon klant is of men kan tussen de twee lijnen de naam van de bank schrijven waar deze cheque geïnd moet worden. Kruisen kan zowel door de uitschrijver als door de ontvanger gebeuren. Een reden voor de uitschrijver om dit te doen is dat de cheque dan in principe alleen via de bankrekening van de ontvanger betaald kan worden en dus een 'papieren spoor' achterlaat. De ontvanger kan bij ontvangst een ongekruiste cheque zelf alsnog kruisen en zijn of haar eigen rekeningnummer invullen tussen de lijnen. De cheque kan dan alleen bijgeschreven worden op die bepaalde rekening, wat voor de ontvanger een extra beveiliging tegen diefstal en misbruik geeft.
ViserenHierbij maakt de bank een document op waarbij deze bevestigt dat er op dat welbepaald ogenblik minstens het bedrag van de cheque op de betrokken bankrekening staat. Dit zegt echter niets over de stand van de rekening op het moment dat de geviseerde cheque geïnd wordt.
Gecertificeerde chequeDe bank zal hier garanderen dat gedurende acht dagen het geld, overeenkomend met het bedrag op de cheque, geblokkeerd zal zijn op de rekening.
BankchequeDe bank zal het geld van de rekening halen en zelf een cheque uitschrijven. Hiermee is dus in principe de uitbetaling volledig gegarandeerd. De reischeque is/was een bankcheque: de houder daarvan betaalde het bedrag vooraf aan de bank of reisagent zodat de cheques altijd gedekt waren.
Circulaire chequeDit is een speciale vorm van 'bankcheque'. Het is een cheque van de bank, op naam. Deze cheque kan enkel geïnd worden door de persoon zelf, op vertoon van zijn identiteitskaart.
De eurocheque was geen bankcheque, maar eerder een bijzonder soort gecertificeerde cheque: bij inwisselen binnen 20 dagen was de cheque gegarandeerd tot een maximumbedrag. Wel was degene die de cheque aannam dan verplicht de gegevens te vergelijken met de pas van de uitschrijver, en moest het nummer van de pas met de hand op de cheque genoteerd worden. In België was het maximumbedrag 7000 BEF, in Nederland ƒ 300. Bij hogere bedragen schreef men meerdere cheques uit, of men kon de cheque vooraf op de gebruikelijke manier door de bank laten certificeren.